# ستون كولد ستيف أوستن
ستيف أوستن (ولد باسم ستيفن أندرسون في 18 ديسمبر 1964، وسابقاً كان اسمه ستيفن وليامز), معروف باسمه في الحلبة ستون كولد ستيف أوستن (بالإنجليزية: "Stone Cold Steve Austin)‏ وهو ممثل أمريكي ومصارع محترف معتزل.أوستن صارع في عدة إتحادات مصارعة معروفة مثل وورلد تشامبيون شيب ريسلينغ (WCW) وإكستريم تشامبيون شيب ريستلنغ (ECW) والأشهر وورلد ريستلنغ فدريتشان (WWF) الذي أصبح فيما بعد وورلد ريسلينغ إنترتاينمينت (WWE) في عام 2002.ولقب من قبل موقع WWE.com والمالك فينس ماكمان بالمصارع الأعظم في تاريخ الاتحاد، وحضي أوستن بالشعبية الأكبر في الـWWF خلال منتصف إلى أواخر التسعينيات في شخصية «ستون كولد» ستيف أوستن، شخصية رئيسية في عدم الاحترام وشرب بيرة وتحدي رئيسه فينس مكمان بشكل روتيني. التحدي كان دائماً يظهر مع أوستن مقابل مكمان ويظربه بحركة ستون كولد ستنر، حركته القاضية. مكمان أدخل أوستن للقاعة الشهرة في 2009.
فاز أوستن 21 بطولة خلال عمله في المصارعة المحترفة، ومعترف به من الـWWE على أنه ست مرات بطلاً للعالم بعد أن حمل بطولة بطولة دبليو دبليو إف في ست مناسبات، والبطل الخامس لبطولة التاج الثلاثي.وهو أيضاً الفائز ببطولة ملك الحلبة 1996, وبكذلك الفائز ببطولة الرويال رمبل سنوات 1997, 1998 و2001.وأجبر على الاعتزال من المنافسة في الحلبة في بداية 2003 بسبب سلسلة من إصابات في الركبة والرقبة عانى منها خلال مسيرته في المصارعة.في بقية عام 2003 وعام 2004 ظهر على أنه مساعد المدير العام و«شريف» الراو.منذ 2005 استمر في الظهور المتقطع لكن تم إزالته من قائمة مصارعي الراو في 2009 بعد دخوله إلى قاعة شهرة الدبليو دبليو إي.في ظهورة الأخير كضيف حكم المباراة (جون سينا واليكس رايلي ضد ذا ميز وار تروث في عرض الراو في يونيو 2011.
أوستن أدى أول دور بطولة له بشخصية جاك كونراد في فيلم الإثارة المدانون سنة 2007.

## النشأة
ولد أوستن ستيفن جيمس أندرسون في أوستن، تكساس في 18 ديسمبر 1964. انفصل والديه بيفرلي (ني هاريسون) وجيمس أندرسون عندما كان عمره حوالي عام. انتقلت والدته إلى إدنا، تكساس (حيث قضى أوستن معظم طفولته) وتزوجت هناك من كين ويليامز في عام 1968. تبنى أوستن لقب زوج والدته وغير اسمه قانونيًا إلى ستيفن جيمس ويليامز، ومع ذلك، فقد اختار لاحقًا تغييره مرة أخرى إلى ستيف أوستن خلال سنواته الأخيرة. لديه أخت أصغر منه تدعى جينيفر وثلاثة أشقاء هم سكوت وكيفن وجيف. كيفن أصغر من أوستن بأقل من عام، مما دفع أوستن إلى الاعتقاد بأن والدهما ربما غادر المنزل لأنه لم يكن له القدرة على تنشأة طفلين صغيرين معًا وهو من ألمح إليه في سيرته الذاتية.
بعد أن أكمل تعليمه في مدرسة إدنا الثانوية، حصل على منحة دراسية لكرة القدم في كلية وارتون كاونتي جونيور تليها منحة دراسية كاملة إلى جامعة شمال تكساس. لعب في الأصل كلاعب ظهير قبل أن يتعرض لإصابة في الركبة، مما دفعه إلى التحول للعب في مركز الدفاع.
كانت أولى منافسات المصارعة الأولى التي شاهدها أوستن هي تلك التي أنتجتها هيوستن ريسلنغ وأدارها بول بوش [الإنجليزية] ، وقد قال أوستن لاحقًا: «لقد وقعت في حب هذا العمل عندما كنت في السابعة أو الثامنة من عمري. كل ما أردت أن أكونه هو أن أكون مصارع محترف، المصارعة كانت أكبر شيء في حياتي» عندما التحق بالجامعة، كان يعيش على بعد حوالي 30 ميلاً من دالاس سبورتاتوريوم، وهو مبنى وصفه فيما بعد بأنه "مبنى قذر لكنه رائع". في ذلك المبنى كانت تقام بطولة المصارعة العالمية (WCCW) ليلة الجمعة.

## عمله في المصارعة المحترفة

### قبل الاحتراف
عندما كان ستيف طفلاً ترك والده ويليامز (Williams) عائلته وحذف والده بالتبني اسم والده الأصلي ويقال أن اسمه الأوسط هو شين (Shane) وليس جيمس (James) ولكن لا أحد يعرف بالضبط اسمه الأوسط لان هناك الكثير من الاختلاف حول اسمه الحقيقي.
ذهب إلى جامعة (north texas state university) ليلعب كرة القدم الأمريكية مع فريق الكليه لكنه ترك الجامعة ليعمل في عدة أعمال قبل أن يدخل عالم المصارعة في نهاية الثمانيات وكان مدربه في ذلك الوقت اسمه كريس ادامز (Chris Adams).

### بداية الاحتراف
بدأ أوستن الاحتراف في المصارعة في 1989 ودخل باسم ستيف اوستن لأنه لم يستطيع الدخول باسمه الحقيقي لان أحد أشهر المصارعين في تلك الفترة كان اسمه ستيف ويليامز (Steve Williams) وقال أوستن أن اختياره لهذا الاسم لأنه كان معجب بمسلسل في السبعينيات اسمه (The six million dollar man) الذي كان اسم البطل في هذا المسلسل اسمه ستيف اوستن ولعب أوستن في اتحادات مصارعة غير مشهورة مثل USWA وGCW.
كان ستون كولد دائما إذا اتى إلى الحلبة يفعل تلك الحركة المعروفة (يصبع) وكان الجميع يكرهه في ذلك الوقت بسبب الحركة.

### فترة WCW
انضم إلى اتحاد بطولة العالم للمصارعة في سنة 1991 حتى 1995 وكان اسم شخصيته في ذلك الوقت (stunning) وكون في هذه الفترة فريقاً مع صديقه براين بيلمن اسمه (Hollywood blondes) وكان أوستن مكروهاً في ذلك الوقت لغروره الشديد وكان فريقه مع براين أحد أقوى الفرق الثنائية في بداية التسعينيات.وفي تلك الفترة حقق الكثير من الانجازات وفاز ببطولة US champion بعد فوزه على بوبي ايتون واحتفظ بها لمدة 15 شهر متتالية وتحالف في تلك الفترة مع ريك رود (Rick rude) وارن انديرسون (arn Anderson) ولاري زبيسكو (Larry zbyszko) وايتون في الفريق الذي كان يسمى (dangerous alliance) وهو فريق مكروه بقيادة بول هايمن (Paul Heyman) ولكنه انفصل عنهم وعاد مع بيلمن ولكن بدأت بينهم عداوة في نهاية 1993 لأن أوستن كان يبحث عن مجد شخصي. بعد أن تحول (Hollywood blondes) إلى محبوبين واجهوا المشاكل لان الجمهور لم يتقبل فكرة أن يكون أوستن وبيلمن محبوبين وكان اوستن معروفاً بكثرة مشاكله وغيرته في الخلف رغم أن كثيرين دعموه في WCW مثل ريك فلير وصديقيه ميك فولي وويليام ريغال وكان من المتوقع أن يكون بطلاً لـWCW في 1994 لكن رئيس WCW في ذلك الوقت إريك بيشوف لم يحب فكرة أن يكون اوستن بطلاً.وبعد تعاقد WCW مع نجوم كبار مثل راندي سافاج وهولك هوغن تضاءلت فرص بقائه وفي صيف 1995 اتصل بيشوف بأوستن الذي كان يتعافى من إصابة تعرض لها أثناء أحد العروض في اليابان وطرده لينتقل إلى ECW.

### فترة ECW
كان رئيس ECW بول هيمن يعرف أوستن جيداً فهو كان معه في WCW كما أن هيمن كان يسعى إلى بناء اتحاد مصارعة قوي ينافس WWF وWCW وانضم أوستن تحت اسم The extreme superstar في 1995 ولكنه قضى معظم وقته في ECW بدون أن يصارع لأنه لايزال مصاباً وكان أغلب الوقت يتحدث كثيراً بالميكروفون وبدأ يطور شخصية stone cold التي جعلته أحد أكثر المصارعين شهرة في تاريخ المصارعة.

### فترة WWE/F

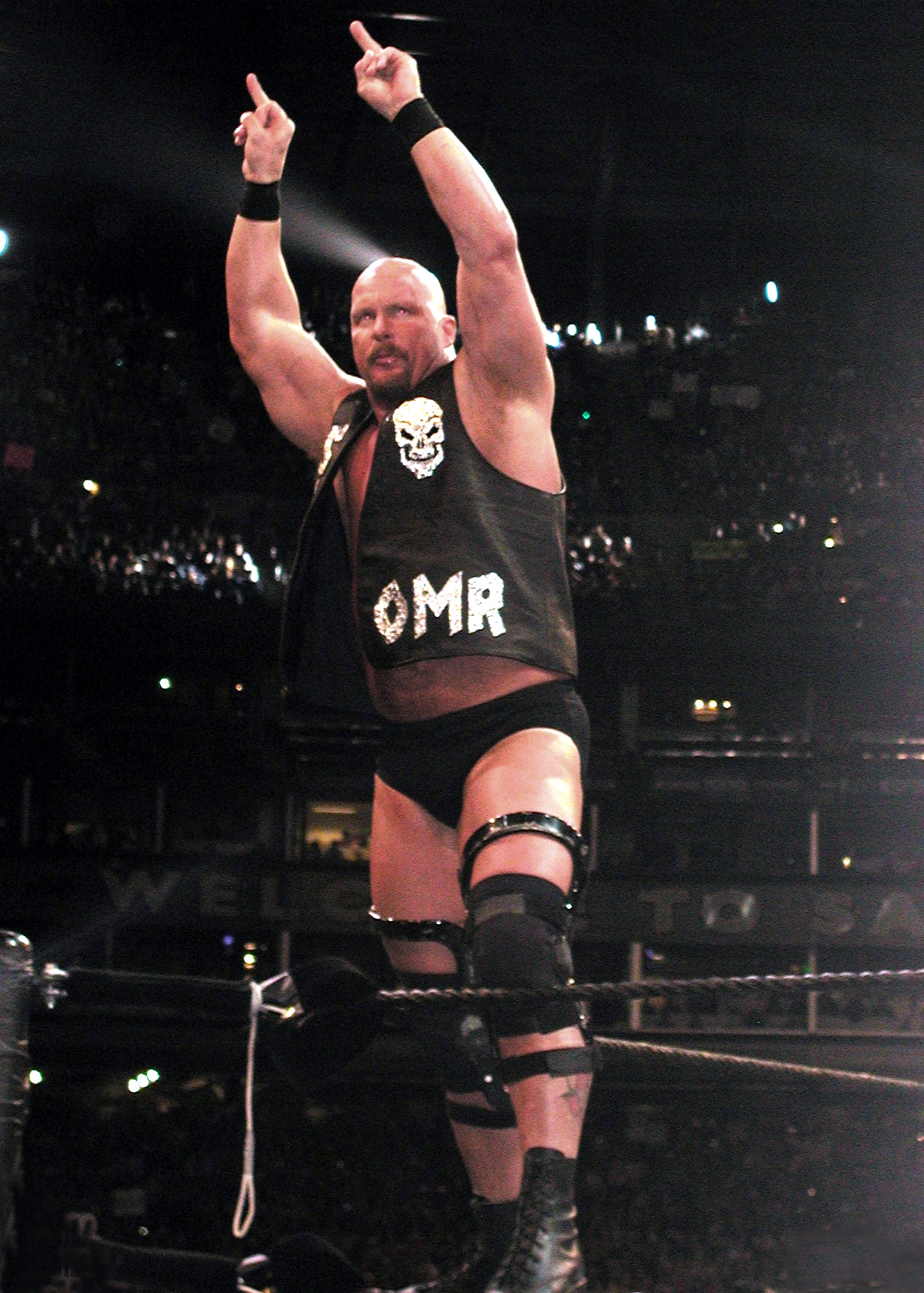
طريقة دخول "ستون كولد" ستيف أوستن للحلبة.

انضم أوستن إلى WWF في ديسمبر 1995 وكانت شخصيته باسم (the ringmaster) وكان مدير أعماله هو تيد ديبياسي (Ted dibiase) وكان مكروه ولم يكن يحب شخصيته لأن الجماهير لم تتفاعل معه كثيرًا وسأل أوستن كتاب WWF ليعطوه شخصية جديدة ذات دم بارد ولاتهتم للقوانين فاقترحوا عليه أسماء شخصيات مثل "Chilly Mcfreeze" و"Ice dagger" ولم تعجبه فاختار اسم ستون كولد (Stone cold) بعد أن استشار زوجته ويقال أن أوستن اختار هذا الاسم لأنه كان اسم برنامج وثائقي عن السفاحين.وعاد بشخصية جديدة وهو حليق الرأس ودخل في تحد مع سافيو فيغا في (wrestlemania) وانفصل عن مدير أعماله تيد الذي انتقل إلى WCW وبدأ اوستن مشوار النجومية في يونيو 1996 عندما فاز بمسابقة ملك الحلبة (king of the ring) السنوية بعد فوزه على مارك ميرو وبوب هولي وسافيو فيغا وفوزه في النهائي على الخبير جيك روبرتس وبعد نهاية اللقاء وخلال لقاء اجري معه لقاء وقال عبارته الشهيرة (Austin 3:16) التي أصبحت فيما بعد أحد أشهر التعليقات في المصارعة وكانت الأساس في شهرته وبعد ذلك بقليل تحول أوستن إلى محبوب. وكان من أكثر التحديات التي دفعت أوستن إلى الشهرة عداوته مع الأسطورة بريت هارت التي بدأت بعد أن تحدث أوستن كثيراً عن برت مما جعل برت يقبل التحدي وتقابلوا في survivor series 1996.وفاز برت هارت في تلك المباراة لكن التحدي لم ينتهي عند ذلك الحد وفاز أوستن بالرويال رمبل (royal rumble) وتقابلوا مرة أخرى وكان ذلك في (wrestlemania) في 1997 في مباراة صنفت كأفضل مباراة في تاريخ (wrestlemania) وكان الحكم فيها النجم الجديد في ذلك الوقت كين شامروك في مباراة استسلام وفاز برت أيضاً في هذا اللقاء.بعد عداوته مع برت هارت حصل على فرصة اللعب مع حامل حزام WWF بطل الراسلمنيا الاسطوره اندرتيكر ولكنه خسر فدخل في سيناريو مع شون مايكل وحصل معه على حزام الثنائي ودخل بعد ذلك في عداوة مع شقيق برت الأصغر أوين هارت بطل (WWF intercontitantal) وفاز عليه في سمر سلام (summerslam) في مباراة كانت حياة أوستن المهنية في خطر بعد أن قام أوين بحركة (piledriver) خطيرة سببت لأوستن إصابة خطيرة في الرقبة غاب بعدها عدة أشهر عن WWF. بعد أن شفي أوستن من الإصابة عاد وفاز على أوين هارت ليحقق حزام (WWF intercontitantal) للمرة الثانية التي خسرها من الرائع ذا روك وبعد ذلك ادخله الاتحاد في تحديات كبيرة لتعويض رحيل برت هارت إلى WCW ففاز بالرويال رامبل للسنة الثانية على التوالي والتقى مع البطل شون مايكل في مباراة كان الحكم فيها الملاكم الشهير مايك تايسون في (wrestlemania 1998) وفاز اوستن بالحزام لأول مرة في تاريخه وهو الحزام الذي فاز به خمس مرات بعد ذلك ليبدأ بعد ذلك في عداوته مع مالك WWF فينس مكمان وهي العداوة التي قادت WWF إلى التفوق في التقديرات التلفزيونية على منافسه WCW بعد ثلاثة وثمانين أسبوع متتالي كان فيها WCW متفوقاً وبدأ اوستن عداوات اسطورية مع اندرتيكر وكين وايضا اوستن فاز على ذا روك دوين جونسون في wrestlemania 1999 ولكن أوستن بعد ذلك تعرض للإصابة وكانت في نفس مكان الإصابة القديمة في الرقبة التي سببها له اوين هارت وغطى WWE الإصابة التي تعرض لها بسيناريو الحادث وأجبر على القيام بعملية جراحية غاب بعدها لمدة 11 شهر.بعدها عاد وانتقم من المتسبب بالحادث ريكيشي (Rikishi) ولكن الكتاب حولوا الاهتمام إلى التحدي بينه وبين تريبل اتش وخلال هذه الفترة فاز بالرويال رامبل للمرة الثالثة والتقى في (wrestlemania) مع ذا روك في مباراة فاجأ أوستن الجميع بتحالفه مع عدوه مكمان وانقلب إلى مكروه وفاز فيها بعد أن ضرب ذا روك أكثر من مرة بالكرسي وتحالف في تلك الفترة مع تريبل اتش ودخل في عداوة رائعة وطويلة مع تريبل اتش ضد كل من الاندرتيكر وكين. بعد شراء WWF لـ WCW وECW عاد محبوبًا ولكنه لم يستمر طويلاً فخلال مهرجان (Invasion) هاجم شريكه في تلك الليلة كيرت انجل وانضم إلى تحالف ECW/WCW في فكرة ذكية لتعويض عدم قدوم بعض نجوم WCW الكبار أمثال غولدبيرغ وستينغ وغيرهم وخلال مباراة (WWF ضد ECW/WCW) عاد محبوبًا من جديد وساهم في فوز فريق WWE بعد أن انقلب كورت انجل على فريق WWF لكن ذا روك ثبت كيرت انجل ليفوز فريق WWF ولكن أوستن بعد ذلك السيناريو خسر الحزام لصالح كريس جيريكو ولم يتأقلم مع السيناريو الذي وضع له أمام (nWo) ولم يكن سعيدًا بالطريقة التي تدار بها شخصيته من قبل الكتاب فقرر الابتعاد مؤقتًا.بعد غيبة طويلة عاد إلى WWE ودخل في عداوة مع ذا روك وكانت بينهم مباراة في (wrestlemania) وفاز ذا روك بالمباراة بجدارة لتكون آخر مباراة يلعبها أوستن وذلك لكثرة الإصابات التي تعرض لها بعدها عين في منصب مدير عرض (RAW) بالمناصفة مع عدوه القديم بيشوف وفي مهرجان (survivor series 2003) كانت هناك مباراة بين فريق باختياره في مواجهة فريق اختاره بيشوف والفائز بالمباراة سيدير عرض RAW وحده وخسر فريق أوستن وغاب بعدها لبضعة أسابيع قبل أن يعود بشخصية sheriff of RAW وفي wrestlemania 2004 كان حكمًا في مواجهة غولدبيرغ وبروك ليسنر التي فاز فيها غولدبيرغ ولكن بعد نهاية المباراة طبق حركته القاضية (stunner) على الاثنين.بعد ذلك وقع خلاف بينه وبين إدارة WWE حول التحكم بمشاريعه خارج الحلبة فاستمر غيابه لمدة سنة قبل أن يعلن WWE انه وقع عقدًا مع (WWE movies) في يناير 15 وظهر في (wrestlemania 21) في فقرة رودي بايبر الشهيرة التي تدخل فيها كارليتو ولكن أوستن طبق (stunner) على بايبر وكارليتو، وظهر اوستن كثيرا بعد ذلك وايضا ظهر اوستن في الwrestlemania 2014 مع هوجن & ذا روك.

## البطولات والإنجازات
- مجلة Pro Wrestling Illustrated
  - عداوة السنة (1998, 1999)[20] ضد فينس ماكمان
  - مباراة السنة (1997) [21]ضد برت هارت في ريسليمانيا 13 في مباراة استسلام
  - المصارع الأكثر كرهاً في السنة (2001)[22]
  - المصارع الأكثر شعبية في السنة (1998)[23]
  - مبتدئ السنة (1990) [24]
  - مصارع السنة (1998, 1999, 2001)[25]
  - المرتبة الأولى في تصنيف أفضل 500 مصارع فردي (1998، 1999)[26][27]
- اتحاد مصارعة تيكساس (Texas Wrestling Federation)
  - بطولة فرق التبادل (مرة واحدة) - مع The California Stud[28]
- وورلد تشامبيون شيب ريسلينغ (WCW)
  - بطولة الولايات المتحدة للوزن الثقيل (مرتين)[29]
  - بطولة العالم لفرق التبادل (مرة واحدة) - مع سهل حلواني[30]
  - بطولة عالم التلفزيون (مرتين)[31]

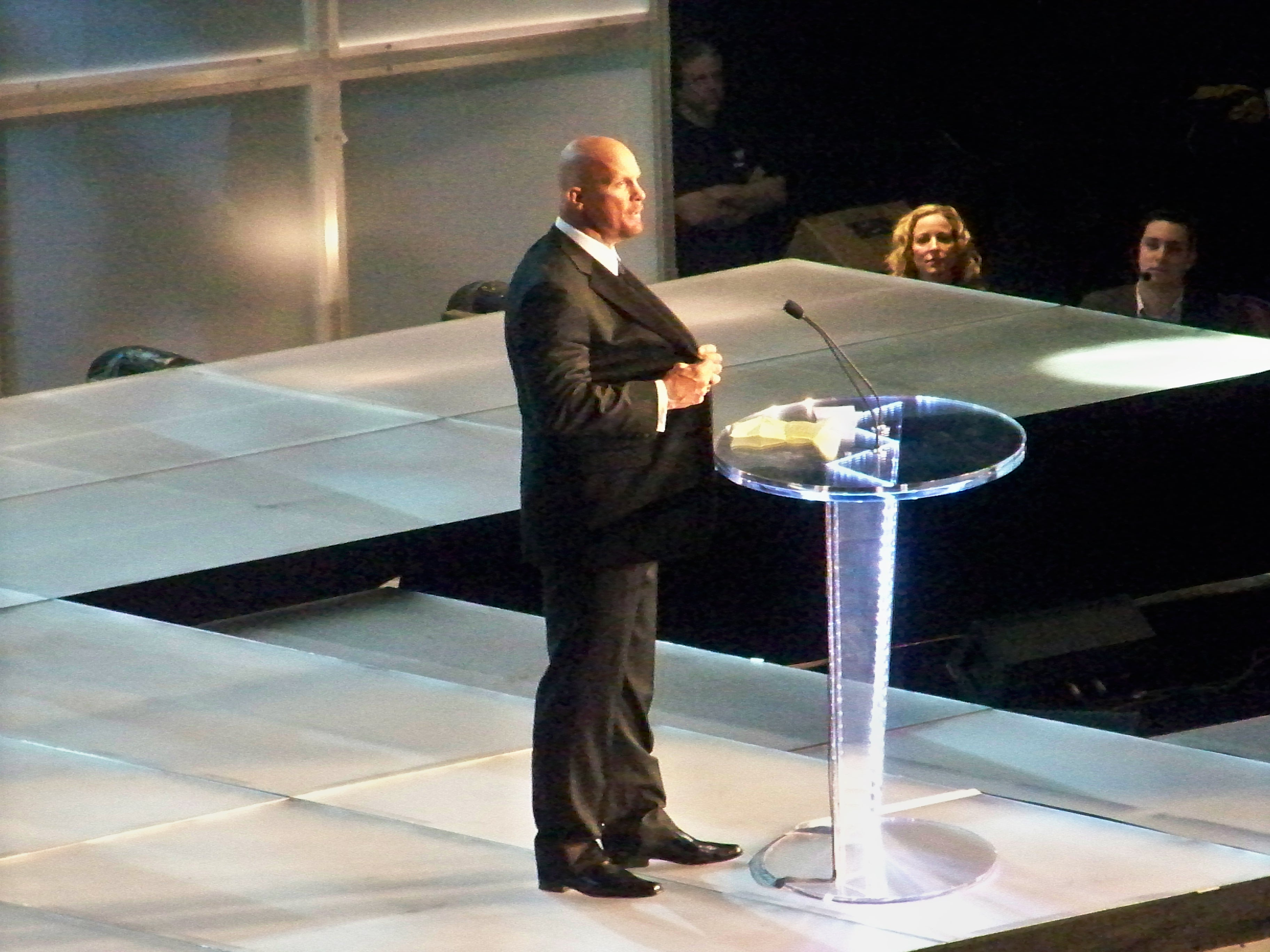
أوستن في قاعة الشهرة.

- اتحاد المصارعة العالمية/المصارعة العالمية الترفيهية (WWF/E)
  - بطولة المليون دولار (مرة واحدة)[32]
  - بطولة دبليو دبليو إف (6 مرات)[33]
  - بطولة القارات (2)[34]
  - بطولة فرق التبادل (4 مرات) - مع شون مايكل (مرة)، دود لوف (مرة)، الأندرتيكر (مرة)، وتريبل إتش (مرة)[35]
  - ملك الحلبة (1996) [36]
  - رويال رمبل (1997, 1998, 2001)[37]
  - جائزة سلامي للكلام الحر (1997)
  - خامس بطل لبطولة التاج الثلاثي
  - دخول قاعة الشهرة (دفعة 2009)
- جوائز صحيفة مراقب المصارعة (Wrestling Observer Newsletter)
  - أفضل جاذب للمشاهدين في شباك التذاكر (1998, 1999)
  - أفضل وسيلة للتحايل (1997, 1998)
  - أفضل مصارع مكروه (1996)
  - أفضل المقابلات (1996–1998, 2001)
  - أفضل غير المصارع (2003)
  - عداوة السنة (1997) ضد. ذا هارت فاونديشن
  - عداوة السنة (1998, 1999) ضد. فينس مكمان
  - مباراة السنة (1997) ضد. بريت هارت في مباراة استسلام في ريستليمانيا 13
  - الأكثر كاريزما (1997, 1998)
  - مبتدأ السنة (1990)
  - فريق السنة (1993) مع براين بيلمان في فريق Hollywood Blonds
  - مصارع السنة (1998)
  - عرص السنة (1999)
  - أسوأ مباراة في السنة (1991) مع تيرنس تايلور ضد بوبي ايتون وبي. إن. نيوز في مباراة مباراة السالقة في مهرجان جريت أميريكان باش

## الحركات
- -  الحركات القاضية 

أوستن ينفذ حركة ستانر ضد ذا روك

  - ستون كولد ستانر (Stone Cold Stunner)
  -  حركات 
  - ثيز بريس (Thesz Press)
  - بايلدرايفر (Piledriver)
  - سباين باستر (Spinebuster)
  - مادهول ستومبينغ (Mudhole Stomping)
  - سوبليكس عمودية (Vertical Suplex)

## فيلموغرافيا

### الأفلام
| السنة | اسم الفيلم                                                                            | الشخصية      | ملاحظات |
| ----- | ------------------------------------------------------------------------------------- | ------------ | ------- |
| 1998  | القاتل المحترف: المصارعة مع الظلال (بالإنجليزية: Hitman Hart: Wrestling with Shadows)‏ | هو نفسه      |         |
| 1999  | Beyond The Mat                                                                        | هو نفسه      |         |
| 2005  | الساحة الأطول (بالإنجليزية: The Longest Yard)‏                                         | الحارس دنهام |         |
| 2006  | المدانون (بالإنجليزية: The Condemned)‏                                                 | جاك كونراد   |         |
| 2009  | الضرر (بالإنجليزية: Damage)‏                                                           | جون بريكنار  |         |
| 2010  | الغريب (بالإنجليزية: The Stranger)‏                                                    | الغريب       | انتهى   |
| 2010  | الصيد للقتل (بالإنجليزية: Hunt to Kill)‏                                               | جيم رودس     | انتهى   |
| 2010  | الاستهلاكيين (بالإنجليزية: The Expendables)‏                                           | دان باين     | انتهى   |
| 2011  | الملاكم والطفل (بالإنجليزية: The Boxer and The Kid)‏                                   |              |         |
| 2011  | الفريق التكتيكي (بالإنجليزية: Tactical.Force)‏                                         | تات          | انتهى   |

### البرامج التلفزيونية
| السنة     | الفيلم                                             | الشخصية        | ملاحظات    |
| --------- | -------------------------------------------------- | -------------- | ---------- |
| 1998-2002 | دثمتش المشاهير (بالإنجليزية: Celebrity Deathmatch)‏ | هو نفسه        | 4 مواسم    |
| 1999–2000 | جسور ناش (بالإنجليزية: Nash Bridges)‏               | المحقق جيك كيج | 6 حلقات    |
| 2000      | ديلبرت (بالإنجليزية: Dilbert)‏                      | هو نفسه        | حلقة واحد  |
| 2005      | عرض بيرني ماك (بالإنجليزية: The Bernie Mac Show)‏   | هو نفسه        | حلقة واحدة |
| 2010      | تشاك (بالإنجليزية: Chuck)‏                          | هوغو بانزر     | حلقة واحدة |

## وصلات خارجية
- ستون كولد ستيف أوستن على موقع دبليو دبليو إي (الإنجليزية)
- ستون كولد ستيف أوستن على موقع WrestlingData.com (الإنجليزية)
- ستون كولد ستيف أوستن على موقع CageMatch worker (الإنجليزية)
- ستون كولد ستيف أوستن على موقع قاعدة بيانات المصارعة على الإنترنت (الإنجليزية)
- ستون كولد ستيف أوستن على موقع عالم المصارعة على الإنترنت (الإنجليزية)

- ملف ستون كولد ستيف أوستن في قاعة شهرة الدبليو دليو إي
- ستون كولد ستيف أوستن على موقع IMDb (الإنجليزية)
- ستون كولد ستيف أوستن على موقع روتن توميتوز (الإنجليزية)
- ستون كولد ستيف أوستن على موقع ألو سيني (الفرنسية)
- ستون كولد ستيف أوستن على موقع ميوزك برينز (الإنجليزية)
- ستون كولد ستيف أوستن على موقع أول موفي (الإنجليزية)
- ستون كولد ستيف أوستن على موقع قاعدة بيانات الأفلام السويدية (السويدية)
- ستون كولد ستيف أوستن على موقع إن إن دي بي (الإنجليزية)
- ستون كولد ستيف أوستن على موقع ديسكوغز (الإنجليزية)
- ستون كولد ستيف أوستن على موقع قاعدة بيانات الفيلم (الإنجليزية)
- ستون كولد ستيف أوستن على موقع كينوبويسك (الروسية)
- Steve Austin 2007 Interview on Sidewalks Entertainment
- Stone Cold Steve Austin in 'The Stranger'
- Stone Cold Steve Austin in 'Damage'

ويكيبيديا:وصلات خارجية